# IC 807
IC 807 је елиптична галаксија у сазвјежђу Гавран која се налази на листи објеката дубоког неба у Индекс каталогу.
Деклинација објекта је - 17° 24' 13" а ректасцензија 12h 42m 12,4s. Привидна величина (магнитуда) објекта IC 807 износи 14,0 а фотографска магнитуда 15,0. IC 807 је још познат и под ознакама MCG -3-32-20, NPM1G -17.0340, PGC 42635.